# Петроглифы Гямигая

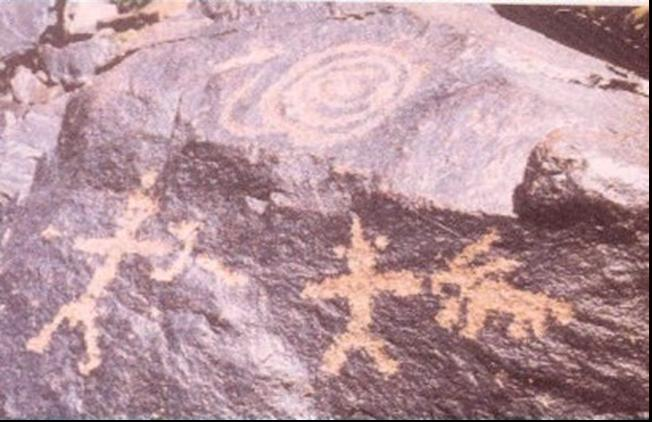
Сцена охоты. Наскальный рисунок

Гямигая (азерб. Gəmiqaya - каменный корабль) — это название одной из вершин Малого Кавказа — вершины Гапыджик (3906), к которой согласно местной легенде о всемирном потопе пристал ковчег пророка Ноя и вкаменел со временем. Наскальная живопись Гямигая, относящаяся к IV—I тысячелетиям до. н. э. и включая период бронзы и раннего железа расположена на территории Ордубадского района Нахичеванской Автономной Республики, к востоку от села Насирваз, неподалёку от границы Азербайджана с Арменией.

## Описание

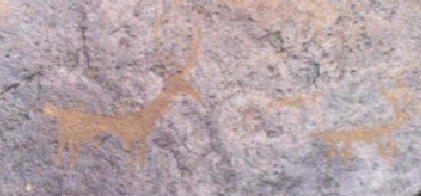
Олени

На базальтовых скалах, которые были образованы в результате естественного геологического процесса найдено около 1500 выбитых, нацарапанных  и высеченных наскальных рисунков с изображениями оленей, козлов, быков, собак, змей, птиц, фантастических существ, а также людей, повозок и различных знаков и символов. Среди рисунков встречаются и хаотически нарисованные изображения танцующих людей.
Многие из рисунков зафиксированы недалеко от родников, на территории горного плато Гарангуш. Изображения людей выбиты схематично. Встречаются как одиночные, так и парные и групповые рисунки. Одним из уникальных рисунков является изображение человека рядом с лошадью.
Самые древние наскальные рисунки Гямигая относятся к концу  IV—I тысячелетиям до. н. э., что совпадает с возникновением на территории нынешнего Азербайджана отгонно-яйлажного скотоводства. 
Среди преобладающих рисунков различных животных встречаются и изображения коз, указывающие на то, что в скотоводческой жизни местного населения козы занимали одно из основных мест. На одной из скал художник изобразил находящегося в напряжении леопарда. Интересными являются и реалистичные изображения оленей.
Наскальные рисунки также отражают сцены охоты, основным объектом которых были горные козлы. На изображениях охотники вооружены луком и стрелой. 
На одном из наскальных рисунков Гямигая можно встретить изображение леопарда, который обитал в высокогорных зонах Нахичевани.  

Также распространены изображения танцующих людей, что связывают с народным коллективным танцем "Шарурская яллы". 
Зона местонахождения Гямигая малопригодна для постоянного проживания, но территория использовалась в древности как зона летних пастбищ, т.е. сезонно. Предполагается, что скотоводческие племена, которые проживали в равнинных и предгорных зонах Нахичевани в эпоху бронзы перекочевывали в эти зоны с наступлением тепла, когда и создавались наскальные рисунки. Аналогичные по стилю и тематике рисунки изображены  на керамических изделиях, найденных в долине реки Аракс в Нахичевани. 

## Галерея

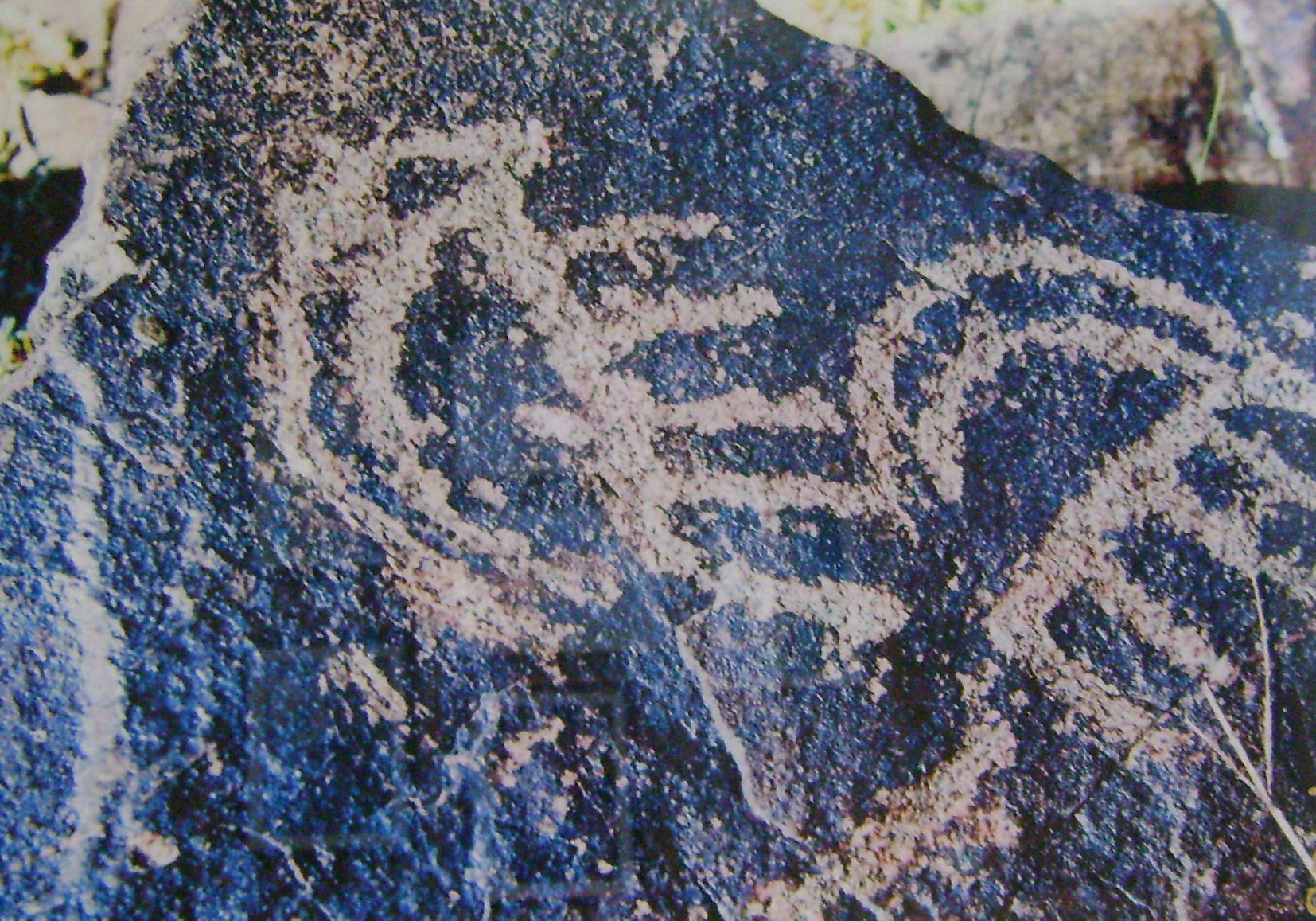
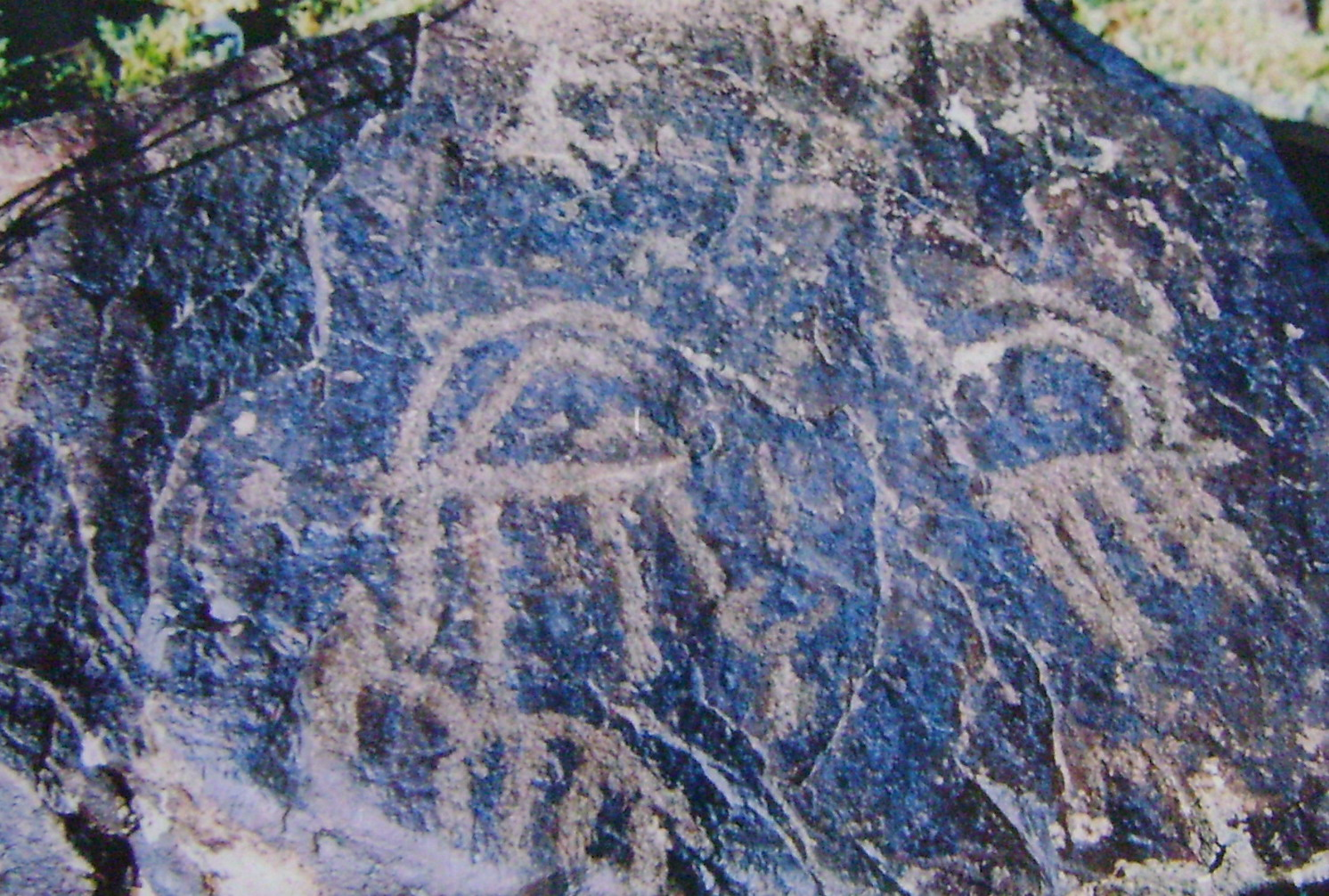
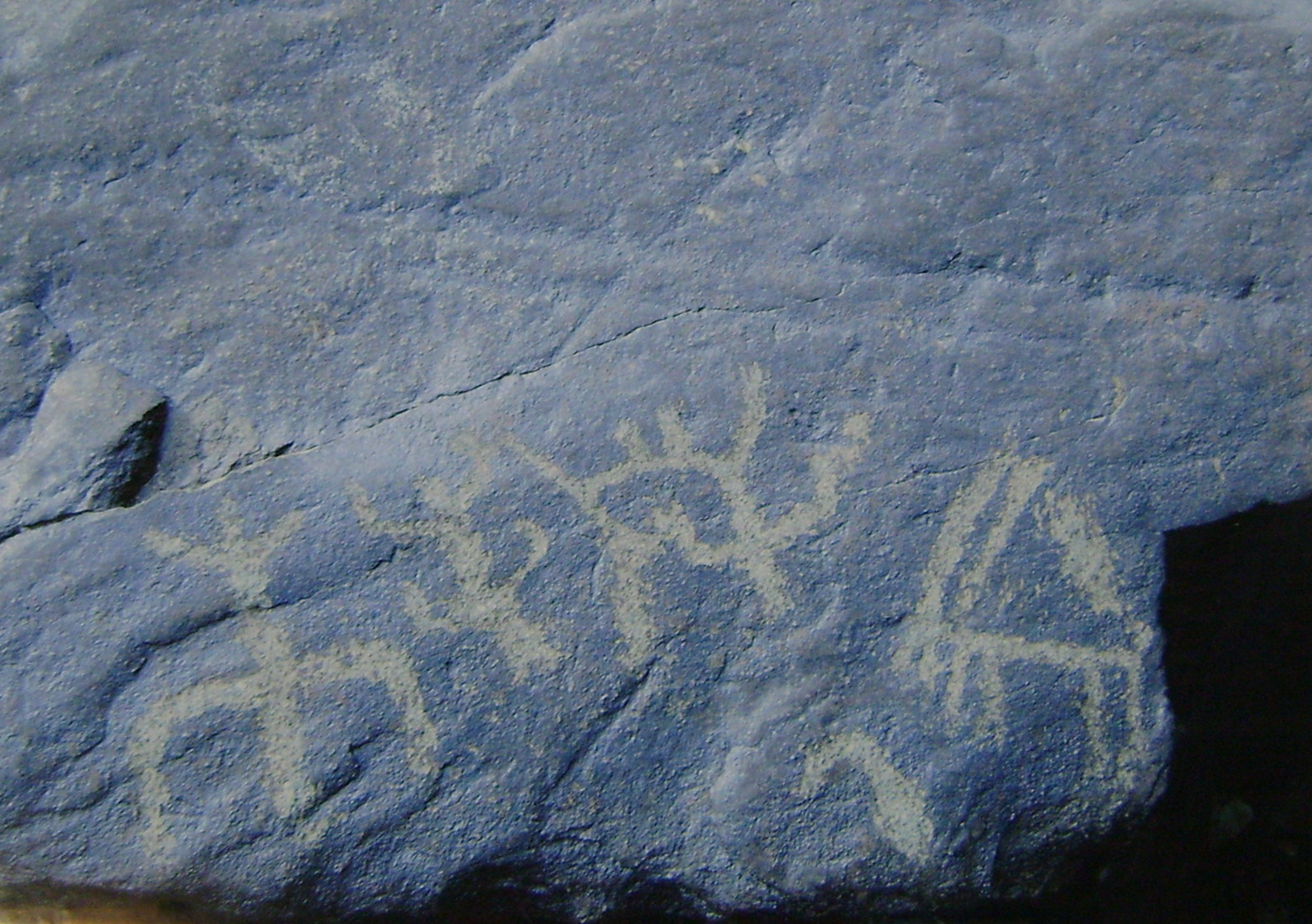

### Петроглифы в России
- Бага-Заря
- Боярская писаница
- Канозерские петроглифы
- Капова пещера
- Сулекская писаница
- Томская писаница
- Шишкинские писаницы
- Уральские писаницы
- Северская писаница
- Шайтанская писаница
- Писаница на мысе Еловый
- Мыс Еловый

### Петроглифы в мире
- Андский канделябр
- Наска
- Наскальные рисунки в Альте

## Ссылка
Наскальная живопись Гямигая Архивная копия от 8 августа 2019 на Wayback Machine